# P.A. Orlimont
P.A. Orlimont, pseudonimo di Ernst Krieger (Wolfstein, 8 giugno 1867 – Landau nel Palatinato, 22 giugno 1943), è stato un compositore di scacchi tedesco.
Mentre frequentava il liceo a Zweibrücken i suoi compagni lo chiamavano per la sua intelligenza Plato minor (il piccolo Platone). Da tale soprannome egli trasse, per anagramma, lo pseudonimo di P.A. Orlimont. Pubblicò tutte le sue composizioni con questo nome.
Studiò legge a Monaco e a Heidelberg. Dopo la laurea aprì uno studio di avvocato a Frankenthal. Nel 1897 si sposò con Elisabetha Ballreich, dalla quale ebbe il figlio Urban Wolf (1899-1988). Nel 1923 si trasferì a Zweibrücken e vi rimase fino a poco prima della morte. Era un membro molto attivo del circolo di scacchi della città, molto apprezzato per la sua forza di gioco, soprattutto nei finali, e per il suo humour. Morì all'età di 76 anni in una casa di cura di Landau nel Palatinato.
Pubblicò oltre 600 problemi e studi, la maggior parte problemi di matto in tre e più mosse. Disse di essere stato influenzato soprattutto dai libri « Das Indische Problem » (Il problema indiano), di Kohtz & Kockelkorn, e « Zur Kenntnis des Schachproblems » (Per la conoscenza del problema di scacchi), di Adolf Bayersdorfer.
Non si riteneva legato ad alcun stile di composizione e alcuni lo paragonano per la sua ingegnosità a Sam Loyd. Compose volutamente molti problemi non troppo difficili, adatti ad essere pubblicati su giornali e riviste per i solutori meno abili.
Tre sue composizioni: 
|   | a | b | c | d | e | f | g | h |   |
| 8 | a7 alfiere del nero · a6 donna del bianco · e6 pedone del nero · f6 cavallo del bianco · g6 cavallo del nero · h6 re del bianco · e5 cavallo del bianco · f5 pedone del nero · g5 pedone del bianco · h5 alfiere del nero · d4 donna del nero · f4 re del nero · a3 pedone del nero · b2 alfiere del bianco · f2 pedone del bianco · g2 pedone del bianco · g1 cavallo del nero | a7 alfiere del nero · a6 donna del bianco · e6 pedone del nero · f6 cavallo del bianco · g6 cavallo del nero · h6 re del bianco · e5 cavallo del bianco · f5 pedone del nero · g5 pedone del bianco · h5 alfiere del nero · d4 donna del nero · f4 re del nero · a3 pedone del nero · b2 alfiere del bianco · f2 pedone del bianco · g2 pedone del bianco · g1 cavallo del nero | a7 alfiere del nero · a6 donna del bianco · e6 pedone del nero · f6 cavallo del bianco · g6 cavallo del nero · h6 re del bianco · e5 cavallo del bianco · f5 pedone del nero · g5 pedone del bianco · h5 alfiere del nero · d4 donna del nero · f4 re del nero · a3 pedone del nero · b2 alfiere del bianco · f2 pedone del bianco · g2 pedone del bianco · g1 cavallo del nero | a7 alfiere del nero · a6 donna del bianco · e6 pedone del nero · f6 cavallo del bianco · g6 cavallo del nero · h6 re del bianco · e5 cavallo del bianco · f5 pedone del nero · g5 pedone del bianco · h5 alfiere del nero · d4 donna del nero · f4 re del nero · a3 pedone del nero · b2 alfiere del bianco · f2 pedone del bianco · g2 pedone del bianco · g1 cavallo del nero | a7 alfiere del nero · a6 donna del bianco · e6 pedone del nero · f6 cavallo del bianco · g6 cavallo del nero · h6 re del bianco · e5 cavallo del bianco · f5 pedone del nero · g5 pedone del bianco · h5 alfiere del nero · d4 donna del nero · f4 re del nero · a3 pedone del nero · b2 alfiere del bianco · f2 pedone del bianco · g2 pedone del bianco · g1 cavallo del nero | a7 alfiere del nero · a6 donna del bianco · e6 pedone del nero · f6 cavallo del bianco · g6 cavallo del nero · h6 re del bianco · e5 cavallo del bianco · f5 pedone del nero · g5 pedone del bianco · h5 alfiere del nero · d4 donna del nero · f4 re del nero · a3 pedone del nero · b2 alfiere del bianco · f2 pedone del bianco · g2 pedone del bianco · g1 cavallo del nero | a7 alfiere del nero · a6 donna del bianco · e6 pedone del nero · f6 cavallo del bianco · g6 cavallo del nero · h6 re del bianco · e5 cavallo del bianco · f5 pedone del nero · g5 pedone del bianco · h5 alfiere del nero · d4 donna del nero · f4 re del nero · a3 pedone del nero · b2 alfiere del bianco · f2 pedone del bianco · g2 pedone del bianco · g1 cavallo del nero | a7 alfiere del nero · a6 donna del bianco · e6 pedone del nero · f6 cavallo del bianco · g6 cavallo del nero · h6 re del bianco · e5 cavallo del bianco · f5 pedone del nero · g5 pedone del bianco · h5 alfiere del nero · d4 donna del nero · f4 re del nero · a3 pedone del nero · b2 alfiere del bianco · f2 pedone del bianco · g2 pedone del bianco · g1 cavallo del nero | 8 |
| 7 | a7 alfiere del nero · a6 donna del bianco · e6 pedone del nero · f6 cavallo del bianco · g6 cavallo del nero · h6 re del bianco · e5 cavallo del bianco · f5 pedone del nero · g5 pedone del bianco · h5 alfiere del nero · d4 donna del nero · f4 re del nero · a3 pedone del nero · b2 alfiere del bianco · f2 pedone del bianco · g2 pedone del bianco · g1 cavallo del nero | a7 alfiere del nero · a6 donna del bianco · e6 pedone del nero · f6 cavallo del bianco · g6 cavallo del nero · h6 re del bianco · e5 cavallo del bianco · f5 pedone del nero · g5 pedone del bianco · h5 alfiere del nero · d4 donna del nero · f4 re del nero · a3 pedone del nero · b2 alfiere del bianco · f2 pedone del bianco · g2 pedone del bianco · g1 cavallo del nero | a7 alfiere del nero · a6 donna del bianco · e6 pedone del nero · f6 cavallo del bianco · g6 cavallo del nero · h6 re del bianco · e5 cavallo del bianco · f5 pedone del nero · g5 pedone del bianco · h5 alfiere del nero · d4 donna del nero · f4 re del nero · a3 pedone del nero · b2 alfiere del bianco · f2 pedone del bianco · g2 pedone del bianco · g1 cavallo del nero | a7 alfiere del nero · a6 donna del bianco · e6 pedone del nero · f6 cavallo del bianco · g6 cavallo del nero · h6 re del bianco · e5 cavallo del bianco · f5 pedone del nero · g5 pedone del bianco · h5 alfiere del nero · d4 donna del nero · f4 re del nero · a3 pedone del nero · b2 alfiere del bianco · f2 pedone del bianco · g2 pedone del bianco · g1 cavallo del nero | a7 alfiere del nero · a6 donna del bianco · e6 pedone del nero · f6 cavallo del bianco · g6 cavallo del nero · h6 re del bianco · e5 cavallo del bianco · f5 pedone del nero · g5 pedone del bianco · h5 alfiere del nero · d4 donna del nero · f4 re del nero · a3 pedone del nero · b2 alfiere del bianco · f2 pedone del bianco · g2 pedone del bianco · g1 cavallo del nero | a7 alfiere del nero · a6 donna del bianco · e6 pedone del nero · f6 cavallo del bianco · g6 cavallo del nero · h6 re del bianco · e5 cavallo del bianco · f5 pedone del nero · g5 pedone del bianco · h5 alfiere del nero · d4 donna del nero · f4 re del nero · a3 pedone del nero · b2 alfiere del bianco · f2 pedone del bianco · g2 pedone del bianco · g1 cavallo del nero | a7 alfiere del nero · a6 donna del bianco · e6 pedone del nero · f6 cavallo del bianco · g6 cavallo del nero · h6 re del bianco · e5 cavallo del bianco · f5 pedone del nero · g5 pedone del bianco · h5 alfiere del nero · d4 donna del nero · f4 re del nero · a3 pedone del nero · b2 alfiere del bianco · f2 pedone del bianco · g2 pedone del bianco · g1 cavallo del nero | a7 alfiere del nero · a6 donna del bianco · e6 pedone del nero · f6 cavallo del bianco · g6 cavallo del nero · h6 re del bianco · e5 cavallo del bianco · f5 pedone del nero · g5 pedone del bianco · h5 alfiere del nero · d4 donna del nero · f4 re del nero · a3 pedone del nero · b2 alfiere del bianco · f2 pedone del bianco · g2 pedone del bianco · g1 cavallo del nero | 7 |
| 6 | a7 alfiere del nero · a6 donna del bianco · e6 pedone del nero · f6 cavallo del bianco · g6 cavallo del nero · h6 re del bianco · e5 cavallo del bianco · f5 pedone del nero · g5 pedone del bianco · h5 alfiere del nero · d4 donna del nero · f4 re del nero · a3 pedone del nero · b2 alfiere del bianco · f2 pedone del bianco · g2 pedone del bianco · g1 cavallo del nero | a7 alfiere del nero · a6 donna del bianco · e6 pedone del nero · f6 cavallo del bianco · g6 cavallo del nero · h6 re del bianco · e5 cavallo del bianco · f5 pedone del nero · g5 pedone del bianco · h5 alfiere del nero · d4 donna del nero · f4 re del nero · a3 pedone del nero · b2 alfiere del bianco · f2 pedone del bianco · g2 pedone del bianco · g1 cavallo del nero | a7 alfiere del nero · a6 donna del bianco · e6 pedone del nero · f6 cavallo del bianco · g6 cavallo del nero · h6 re del bianco · e5 cavallo del bianco · f5 pedone del nero · g5 pedone del bianco · h5 alfiere del nero · d4 donna del nero · f4 re del nero · a3 pedone del nero · b2 alfiere del bianco · f2 pedone del bianco · g2 pedone del bianco · g1 cavallo del nero | a7 alfiere del nero · a6 donna del bianco · e6 pedone del nero · f6 cavallo del bianco · g6 cavallo del nero · h6 re del bianco · e5 cavallo del bianco · f5 pedone del nero · g5 pedone del bianco · h5 alfiere del nero · d4 donna del nero · f4 re del nero · a3 pedone del nero · b2 alfiere del bianco · f2 pedone del bianco · g2 pedone del bianco · g1 cavallo del nero | a7 alfiere del nero · a6 donna del bianco · e6 pedone del nero · f6 cavallo del bianco · g6 cavallo del nero · h6 re del bianco · e5 cavallo del bianco · f5 pedone del nero · g5 pedone del bianco · h5 alfiere del nero · d4 donna del nero · f4 re del nero · a3 pedone del nero · b2 alfiere del bianco · f2 pedone del bianco · g2 pedone del bianco · g1 cavallo del nero | a7 alfiere del nero · a6 donna del bianco · e6 pedone del nero · f6 cavallo del bianco · g6 cavallo del nero · h6 re del bianco · e5 cavallo del bianco · f5 pedone del nero · g5 pedone del bianco · h5 alfiere del nero · d4 donna del nero · f4 re del nero · a3 pedone del nero · b2 alfiere del bianco · f2 pedone del bianco · g2 pedone del bianco · g1 cavallo del nero | a7 alfiere del nero · a6 donna del bianco · e6 pedone del nero · f6 cavallo del bianco · g6 cavallo del nero · h6 re del bianco · e5 cavallo del bianco · f5 pedone del nero · g5 pedone del bianco · h5 alfiere del nero · d4 donna del nero · f4 re del nero · a3 pedone del nero · b2 alfiere del bianco · f2 pedone del bianco · g2 pedone del bianco · g1 cavallo del nero | a7 alfiere del nero · a6 donna del bianco · e6 pedone del nero · f6 cavallo del bianco · g6 cavallo del nero · h6 re del bianco · e5 cavallo del bianco · f5 pedone del nero · g5 pedone del bianco · h5 alfiere del nero · d4 donna del nero · f4 re del nero · a3 pedone del nero · b2 alfiere del bianco · f2 pedone del bianco · g2 pedone del bianco · g1 cavallo del nero | 6 |
| 5 | a7 alfiere del nero · a6 donna del bianco · e6 pedone del nero · f6 cavallo del bianco · g6 cavallo del nero · h6 re del bianco · e5 cavallo del bianco · f5 pedone del nero · g5 pedone del bianco · h5 alfiere del nero · d4 donna del nero · f4 re del nero · a3 pedone del nero · b2 alfiere del bianco · f2 pedone del bianco · g2 pedone del bianco · g1 cavallo del nero | a7 alfiere del nero · a6 donna del bianco · e6 pedone del nero · f6 cavallo del bianco · g6 cavallo del nero · h6 re del bianco · e5 cavallo del bianco · f5 pedone del nero · g5 pedone del bianco · h5 alfiere del nero · d4 donna del nero · f4 re del nero · a3 pedone del nero · b2 alfiere del bianco · f2 pedone del bianco · g2 pedone del bianco · g1 cavallo del nero | a7 alfiere del nero · a6 donna del bianco · e6 pedone del nero · f6 cavallo del bianco · g6 cavallo del nero · h6 re del bianco · e5 cavallo del bianco · f5 pedone del nero · g5 pedone del bianco · h5 alfiere del nero · d4 donna del nero · f4 re del nero · a3 pedone del nero · b2 alfiere del bianco · f2 pedone del bianco · g2 pedone del bianco · g1 cavallo del nero | a7 alfiere del nero · a6 donna del bianco · e6 pedone del nero · f6 cavallo del bianco · g6 cavallo del nero · h6 re del bianco · e5 cavallo del bianco · f5 pedone del nero · g5 pedone del bianco · h5 alfiere del nero · d4 donna del nero · f4 re del nero · a3 pedone del nero · b2 alfiere del bianco · f2 pedone del bianco · g2 pedone del bianco · g1 cavallo del nero | a7 alfiere del nero · a6 donna del bianco · e6 pedone del nero · f6 cavallo del bianco · g6 cavallo del nero · h6 re del bianco · e5 cavallo del bianco · f5 pedone del nero · g5 pedone del bianco · h5 alfiere del nero · d4 donna del nero · f4 re del nero · a3 pedone del nero · b2 alfiere del bianco · f2 pedone del bianco · g2 pedone del bianco · g1 cavallo del nero | a7 alfiere del nero · a6 donna del bianco · e6 pedone del nero · f6 cavallo del bianco · g6 cavallo del nero · h6 re del bianco · e5 cavallo del bianco · f5 pedone del nero · g5 pedone del bianco · h5 alfiere del nero · d4 donna del nero · f4 re del nero · a3 pedone del nero · b2 alfiere del bianco · f2 pedone del bianco · g2 pedone del bianco · g1 cavallo del nero | a7 alfiere del nero · a6 donna del bianco · e6 pedone del nero · f6 cavallo del bianco · g6 cavallo del nero · h6 re del bianco · e5 cavallo del bianco · f5 pedone del nero · g5 pedone del bianco · h5 alfiere del nero · d4 donna del nero · f4 re del nero · a3 pedone del nero · b2 alfiere del bianco · f2 pedone del bianco · g2 pedone del bianco · g1 cavallo del nero | a7 alfiere del nero · a6 donna del bianco · e6 pedone del nero · f6 cavallo del bianco · g6 cavallo del nero · h6 re del bianco · e5 cavallo del bianco · f5 pedone del nero · g5 pedone del bianco · h5 alfiere del nero · d4 donna del nero · f4 re del nero · a3 pedone del nero · b2 alfiere del bianco · f2 pedone del bianco · g2 pedone del bianco · g1 cavallo del nero | 5 |
| 4 | a7 alfiere del nero · a6 donna del bianco · e6 pedone del nero · f6 cavallo del bianco · g6 cavallo del nero · h6 re del bianco · e5 cavallo del bianco · f5 pedone del nero · g5 pedone del bianco · h5 alfiere del nero · d4 donna del nero · f4 re del nero · a3 pedone del nero · b2 alfiere del bianco · f2 pedone del bianco · g2 pedone del bianco · g1 cavallo del nero | a7 alfiere del nero · a6 donna del bianco · e6 pedone del nero · f6 cavallo del bianco · g6 cavallo del nero · h6 re del bianco · e5 cavallo del bianco · f5 pedone del nero · g5 pedone del bianco · h5 alfiere del nero · d4 donna del nero · f4 re del nero · a3 pedone del nero · b2 alfiere del bianco · f2 pedone del bianco · g2 pedone del bianco · g1 cavallo del nero | a7 alfiere del nero · a6 donna del bianco · e6 pedone del nero · f6 cavallo del bianco · g6 cavallo del nero · h6 re del bianco · e5 cavallo del bianco · f5 pedone del nero · g5 pedone del bianco · h5 alfiere del nero · d4 donna del nero · f4 re del nero · a3 pedone del nero · b2 alfiere del bianco · f2 pedone del bianco · g2 pedone del bianco · g1 cavallo del nero | a7 alfiere del nero · a6 donna del bianco · e6 pedone del nero · f6 cavallo del bianco · g6 cavallo del nero · h6 re del bianco · e5 cavallo del bianco · f5 pedone del nero · g5 pedone del bianco · h5 alfiere del nero · d4 donna del nero · f4 re del nero · a3 pedone del nero · b2 alfiere del bianco · f2 pedone del bianco · g2 pedone del bianco · g1 cavallo del nero | a7 alfiere del nero · a6 donna del bianco · e6 pedone del nero · f6 cavallo del bianco · g6 cavallo del nero · h6 re del bianco · e5 cavallo del bianco · f5 pedone del nero · g5 pedone del bianco · h5 alfiere del nero · d4 donna del nero · f4 re del nero · a3 pedone del nero · b2 alfiere del bianco · f2 pedone del bianco · g2 pedone del bianco · g1 cavallo del nero | a7 alfiere del nero · a6 donna del bianco · e6 pedone del nero · f6 cavallo del bianco · g6 cavallo del nero · h6 re del bianco · e5 cavallo del bianco · f5 pedone del nero · g5 pedone del bianco · h5 alfiere del nero · d4 donna del nero · f4 re del nero · a3 pedone del nero · b2 alfiere del bianco · f2 pedone del bianco · g2 pedone del bianco · g1 cavallo del nero | a7 alfiere del nero · a6 donna del bianco · e6 pedone del nero · f6 cavallo del bianco · g6 cavallo del nero · h6 re del bianco · e5 cavallo del bianco · f5 pedone del nero · g5 pedone del bianco · h5 alfiere del nero · d4 donna del nero · f4 re del nero · a3 pedone del nero · b2 alfiere del bianco · f2 pedone del bianco · g2 pedone del bianco · g1 cavallo del nero | a7 alfiere del nero · a6 donna del bianco · e6 pedone del nero · f6 cavallo del bianco · g6 cavallo del nero · h6 re del bianco · e5 cavallo del bianco · f5 pedone del nero · g5 pedone del bianco · h5 alfiere del nero · d4 donna del nero · f4 re del nero · a3 pedone del nero · b2 alfiere del bianco · f2 pedone del bianco · g2 pedone del bianco · g1 cavallo del nero | 4 |
| 3 | a7 alfiere del nero · a6 donna del bianco · e6 pedone del nero · f6 cavallo del bianco · g6 cavallo del nero · h6 re del bianco · e5 cavallo del bianco · f5 pedone del nero · g5 pedone del bianco · h5 alfiere del nero · d4 donna del nero · f4 re del nero · a3 pedone del nero · b2 alfiere del bianco · f2 pedone del bianco · g2 pedone del bianco · g1 cavallo del nero | a7 alfiere del nero · a6 donna del bianco · e6 pedone del nero · f6 cavallo del bianco · g6 cavallo del nero · h6 re del bianco · e5 cavallo del bianco · f5 pedone del nero · g5 pedone del bianco · h5 alfiere del nero · d4 donna del nero · f4 re del nero · a3 pedone del nero · b2 alfiere del bianco · f2 pedone del bianco · g2 pedone del bianco · g1 cavallo del nero | a7 alfiere del nero · a6 donna del bianco · e6 pedone del nero · f6 cavallo del bianco · g6 cavallo del nero · h6 re del bianco · e5 cavallo del bianco · f5 pedone del nero · g5 pedone del bianco · h5 alfiere del nero · d4 donna del nero · f4 re del nero · a3 pedone del nero · b2 alfiere del bianco · f2 pedone del bianco · g2 pedone del bianco · g1 cavallo del nero | a7 alfiere del nero · a6 donna del bianco · e6 pedone del nero · f6 cavallo del bianco · g6 cavallo del nero · h6 re del bianco · e5 cavallo del bianco · f5 pedone del nero · g5 pedone del bianco · h5 alfiere del nero · d4 donna del nero · f4 re del nero · a3 pedone del nero · b2 alfiere del bianco · f2 pedone del bianco · g2 pedone del bianco · g1 cavallo del nero | a7 alfiere del nero · a6 donna del bianco · e6 pedone del nero · f6 cavallo del bianco · g6 cavallo del nero · h6 re del bianco · e5 cavallo del bianco · f5 pedone del nero · g5 pedone del bianco · h5 alfiere del nero · d4 donna del nero · f4 re del nero · a3 pedone del nero · b2 alfiere del bianco · f2 pedone del bianco · g2 pedone del bianco · g1 cavallo del nero | a7 alfiere del nero · a6 donna del bianco · e6 pedone del nero · f6 cavallo del bianco · g6 cavallo del nero · h6 re del bianco · e5 cavallo del bianco · f5 pedone del nero · g5 pedone del bianco · h5 alfiere del nero · d4 donna del nero · f4 re del nero · a3 pedone del nero · b2 alfiere del bianco · f2 pedone del bianco · g2 pedone del bianco · g1 cavallo del nero | a7 alfiere del nero · a6 donna del bianco · e6 pedone del nero · f6 cavallo del bianco · g6 cavallo del nero · h6 re del bianco · e5 cavallo del bianco · f5 pedone del nero · g5 pedone del bianco · h5 alfiere del nero · d4 donna del nero · f4 re del nero · a3 pedone del nero · b2 alfiere del bianco · f2 pedone del bianco · g2 pedone del bianco · g1 cavallo del nero | a7 alfiere del nero · a6 donna del bianco · e6 pedone del nero · f6 cavallo del bianco · g6 cavallo del nero · h6 re del bianco · e5 cavallo del bianco · f5 pedone del nero · g5 pedone del bianco · h5 alfiere del nero · d4 donna del nero · f4 re del nero · a3 pedone del nero · b2 alfiere del bianco · f2 pedone del bianco · g2 pedone del bianco · g1 cavallo del nero | 3 |
| 2 | a7 alfiere del nero · a6 donna del bianco · e6 pedone del nero · f6 cavallo del bianco · g6 cavallo del nero · h6 re del bianco · e5 cavallo del bianco · f5 pedone del nero · g5 pedone del bianco · h5 alfiere del nero · d4 donna del nero · f4 re del nero · a3 pedone del nero · b2 alfiere del bianco · f2 pedone del bianco · g2 pedone del bianco · g1 cavallo del nero | a7 alfiere del nero · a6 donna del bianco · e6 pedone del nero · f6 cavallo del bianco · g6 cavallo del nero · h6 re del bianco · e5 cavallo del bianco · f5 pedone del nero · g5 pedone del bianco · h5 alfiere del nero · d4 donna del nero · f4 re del nero · a3 pedone del nero · b2 alfiere del bianco · f2 pedone del bianco · g2 pedone del bianco · g1 cavallo del nero | a7 alfiere del nero · a6 donna del bianco · e6 pedone del nero · f6 cavallo del bianco · g6 cavallo del nero · h6 re del bianco · e5 cavallo del bianco · f5 pedone del nero · g5 pedone del bianco · h5 alfiere del nero · d4 donna del nero · f4 re del nero · a3 pedone del nero · b2 alfiere del bianco · f2 pedone del bianco · g2 pedone del bianco · g1 cavallo del nero | a7 alfiere del nero · a6 donna del bianco · e6 pedone del nero · f6 cavallo del bianco · g6 cavallo del nero · h6 re del bianco · e5 cavallo del bianco · f5 pedone del nero · g5 pedone del bianco · h5 alfiere del nero · d4 donna del nero · f4 re del nero · a3 pedone del nero · b2 alfiere del bianco · f2 pedone del bianco · g2 pedone del bianco · g1 cavallo del nero | a7 alfiere del nero · a6 donna del bianco · e6 pedone del nero · f6 cavallo del bianco · g6 cavallo del nero · h6 re del bianco · e5 cavallo del bianco · f5 pedone del nero · g5 pedone del bianco · h5 alfiere del nero · d4 donna del nero · f4 re del nero · a3 pedone del nero · b2 alfiere del bianco · f2 pedone del bianco · g2 pedone del bianco · g1 cavallo del nero | a7 alfiere del nero · a6 donna del bianco · e6 pedone del nero · f6 cavallo del bianco · g6 cavallo del nero · h6 re del bianco · e5 cavallo del bianco · f5 pedone del nero · g5 pedone del bianco · h5 alfiere del nero · d4 donna del nero · f4 re del nero · a3 pedone del nero · b2 alfiere del bianco · f2 pedone del bianco · g2 pedone del bianco · g1 cavallo del nero | a7 alfiere del nero · a6 donna del bianco · e6 pedone del nero · f6 cavallo del bianco · g6 cavallo del nero · h6 re del bianco · e5 cavallo del bianco · f5 pedone del nero · g5 pedone del bianco · h5 alfiere del nero · d4 donna del nero · f4 re del nero · a3 pedone del nero · b2 alfiere del bianco · f2 pedone del bianco · g2 pedone del bianco · g1 cavallo del nero | a7 alfiere del nero · a6 donna del bianco · e6 pedone del nero · f6 cavallo del bianco · g6 cavallo del nero · h6 re del bianco · e5 cavallo del bianco · f5 pedone del nero · g5 pedone del bianco · h5 alfiere del nero · d4 donna del nero · f4 re del nero · a3 pedone del nero · b2 alfiere del bianco · f2 pedone del bianco · g2 pedone del bianco · g1 cavallo del nero | 2 |
| 1 | a7 alfiere del nero · a6 donna del bianco · e6 pedone del nero · f6 cavallo del bianco · g6 cavallo del nero · h6 re del bianco · e5 cavallo del bianco · f5 pedone del nero · g5 pedone del bianco · h5 alfiere del nero · d4 donna del nero · f4 re del nero · a3 pedone del nero · b2 alfiere del bianco · f2 pedone del bianco · g2 pedone del bianco · g1 cavallo del nero | a7 alfiere del nero · a6 donna del bianco · e6 pedone del nero · f6 cavallo del bianco · g6 cavallo del nero · h6 re del bianco · e5 cavallo del bianco · f5 pedone del nero · g5 pedone del bianco · h5 alfiere del nero · d4 donna del nero · f4 re del nero · a3 pedone del nero · b2 alfiere del bianco · f2 pedone del bianco · g2 pedone del bianco · g1 cavallo del nero | a7 alfiere del nero · a6 donna del bianco · e6 pedone del nero · f6 cavallo del bianco · g6 cavallo del nero · h6 re del bianco · e5 cavallo del bianco · f5 pedone del nero · g5 pedone del bianco · h5 alfiere del nero · d4 donna del nero · f4 re del nero · a3 pedone del nero · b2 alfiere del bianco · f2 pedone del bianco · g2 pedone del bianco · g1 cavallo del nero | a7 alfiere del nero · a6 donna del bianco · e6 pedone del nero · f6 cavallo del bianco · g6 cavallo del nero · h6 re del bianco · e5 cavallo del bianco · f5 pedone del nero · g5 pedone del bianco · h5 alfiere del nero · d4 donna del nero · f4 re del nero · a3 pedone del nero · b2 alfiere del bianco · f2 pedone del bianco · g2 pedone del bianco · g1 cavallo del nero | a7 alfiere del nero · a6 donna del bianco · e6 pedone del nero · f6 cavallo del bianco · g6 cavallo del nero · h6 re del bianco · e5 cavallo del bianco · f5 pedone del nero · g5 pedone del bianco · h5 alfiere del nero · d4 donna del nero · f4 re del nero · a3 pedone del nero · b2 alfiere del bianco · f2 pedone del bianco · g2 pedone del bianco · g1 cavallo del nero | a7 alfiere del nero · a6 donna del bianco · e6 pedone del nero · f6 cavallo del bianco · g6 cavallo del nero · h6 re del bianco · e5 cavallo del bianco · f5 pedone del nero · g5 pedone del bianco · h5 alfiere del nero · d4 donna del nero · f4 re del nero · a3 pedone del nero · b2 alfiere del bianco · f2 pedone del bianco · g2 pedone del bianco · g1 cavallo del nero | a7 alfiere del nero · a6 donna del bianco · e6 pedone del nero · f6 cavallo del bianco · g6 cavallo del nero · h6 re del bianco · e5 cavallo del bianco · f5 pedone del nero · g5 pedone del bianco · h5 alfiere del nero · d4 donna del nero · f4 re del nero · a3 pedone del nero · b2 alfiere del bianco · f2 pedone del bianco · g2 pedone del bianco · g1 cavallo del nero | a7 alfiere del nero · a6 donna del bianco · e6 pedone del nero · f6 cavallo del bianco · g6 cavallo del nero · h6 re del bianco · e5 cavallo del bianco · f5 pedone del nero · g5 pedone del bianco · h5 alfiere del nero · d4 donna del nero · f4 re del nero · a3 pedone del nero · b2 alfiere del bianco · f2 pedone del bianco · g2 pedone del bianco · g1 cavallo del nero | 1 |
|   | a | b | c | d | e | f | g | h |   |

Soluzione:
1. Da4?  (1... Dxa4  2. Cd3#)  1...Rxe5!

Chiave: 1. Dc4!  (min. 2. Cd3#)
1... Dxc4  2. g3#

1... Rxe5  2. Dc7#

|   | a | b | c | d | e | f | g | h |   |
| 8 | a8 re del nero · a6 re del bianco · d6 pedone del bianco · d5 pedone del bianco · b4 pedone del bianco · d4 pedone del bianco · a3 alfiere del nero · d3 pedone del nero · g2 torre del nero · a1 donna del bianco · c1 cavallo del nero · h1 torre del nero | a8 re del nero · a6 re del bianco · d6 pedone del bianco · d5 pedone del bianco · b4 pedone del bianco · d4 pedone del bianco · a3 alfiere del nero · d3 pedone del nero · g2 torre del nero · a1 donna del bianco · c1 cavallo del nero · h1 torre del nero | a8 re del nero · a6 re del bianco · d6 pedone del bianco · d5 pedone del bianco · b4 pedone del bianco · d4 pedone del bianco · a3 alfiere del nero · d3 pedone del nero · g2 torre del nero · a1 donna del bianco · c1 cavallo del nero · h1 torre del nero | a8 re del nero · a6 re del bianco · d6 pedone del bianco · d5 pedone del bianco · b4 pedone del bianco · d4 pedone del bianco · a3 alfiere del nero · d3 pedone del nero · g2 torre del nero · a1 donna del bianco · c1 cavallo del nero · h1 torre del nero | a8 re del nero · a6 re del bianco · d6 pedone del bianco · d5 pedone del bianco · b4 pedone del bianco · d4 pedone del bianco · a3 alfiere del nero · d3 pedone del nero · g2 torre del nero · a1 donna del bianco · c1 cavallo del nero · h1 torre del nero | a8 re del nero · a6 re del bianco · d6 pedone del bianco · d5 pedone del bianco · b4 pedone del bianco · d4 pedone del bianco · a3 alfiere del nero · d3 pedone del nero · g2 torre del nero · a1 donna del bianco · c1 cavallo del nero · h1 torre del nero | a8 re del nero · a6 re del bianco · d6 pedone del bianco · d5 pedone del bianco · b4 pedone del bianco · d4 pedone del bianco · a3 alfiere del nero · d3 pedone del nero · g2 torre del nero · a1 donna del bianco · c1 cavallo del nero · h1 torre del nero | a8 re del nero · a6 re del bianco · d6 pedone del bianco · d5 pedone del bianco · b4 pedone del bianco · d4 pedone del bianco · a3 alfiere del nero · d3 pedone del nero · g2 torre del nero · a1 donna del bianco · c1 cavallo del nero · h1 torre del nero | 8 |
| 7 | a8 re del nero · a6 re del bianco · d6 pedone del bianco · d5 pedone del bianco · b4 pedone del bianco · d4 pedone del bianco · a3 alfiere del nero · d3 pedone del nero · g2 torre del nero · a1 donna del bianco · c1 cavallo del nero · h1 torre del nero | a8 re del nero · a6 re del bianco · d6 pedone del bianco · d5 pedone del bianco · b4 pedone del bianco · d4 pedone del bianco · a3 alfiere del nero · d3 pedone del nero · g2 torre del nero · a1 donna del bianco · c1 cavallo del nero · h1 torre del nero | a8 re del nero · a6 re del bianco · d6 pedone del bianco · d5 pedone del bianco · b4 pedone del bianco · d4 pedone del bianco · a3 alfiere del nero · d3 pedone del nero · g2 torre del nero · a1 donna del bianco · c1 cavallo del nero · h1 torre del nero | a8 re del nero · a6 re del bianco · d6 pedone del bianco · d5 pedone del bianco · b4 pedone del bianco · d4 pedone del bianco · a3 alfiere del nero · d3 pedone del nero · g2 torre del nero · a1 donna del bianco · c1 cavallo del nero · h1 torre del nero | a8 re del nero · a6 re del bianco · d6 pedone del bianco · d5 pedone del bianco · b4 pedone del bianco · d4 pedone del bianco · a3 alfiere del nero · d3 pedone del nero · g2 torre del nero · a1 donna del bianco · c1 cavallo del nero · h1 torre del nero | a8 re del nero · a6 re del bianco · d6 pedone del bianco · d5 pedone del bianco · b4 pedone del bianco · d4 pedone del bianco · a3 alfiere del nero · d3 pedone del nero · g2 torre del nero · a1 donna del bianco · c1 cavallo del nero · h1 torre del nero | a8 re del nero · a6 re del bianco · d6 pedone del bianco · d5 pedone del bianco · b4 pedone del bianco · d4 pedone del bianco · a3 alfiere del nero · d3 pedone del nero · g2 torre del nero · a1 donna del bianco · c1 cavallo del nero · h1 torre del nero | a8 re del nero · a6 re del bianco · d6 pedone del bianco · d5 pedone del bianco · b4 pedone del bianco · d4 pedone del bianco · a3 alfiere del nero · d3 pedone del nero · g2 torre del nero · a1 donna del bianco · c1 cavallo del nero · h1 torre del nero | 7 |
| 6 | a8 re del nero · a6 re del bianco · d6 pedone del bianco · d5 pedone del bianco · b4 pedone del bianco · d4 pedone del bianco · a3 alfiere del nero · d3 pedone del nero · g2 torre del nero · a1 donna del bianco · c1 cavallo del nero · h1 torre del nero | a8 re del nero · a6 re del bianco · d6 pedone del bianco · d5 pedone del bianco · b4 pedone del bianco · d4 pedone del bianco · a3 alfiere del nero · d3 pedone del nero · g2 torre del nero · a1 donna del bianco · c1 cavallo del nero · h1 torre del nero | a8 re del nero · a6 re del bianco · d6 pedone del bianco · d5 pedone del bianco · b4 pedone del bianco · d4 pedone del bianco · a3 alfiere del nero · d3 pedone del nero · g2 torre del nero · a1 donna del bianco · c1 cavallo del nero · h1 torre del nero | a8 re del nero · a6 re del bianco · d6 pedone del bianco · d5 pedone del bianco · b4 pedone del bianco · d4 pedone del bianco · a3 alfiere del nero · d3 pedone del nero · g2 torre del nero · a1 donna del bianco · c1 cavallo del nero · h1 torre del nero | a8 re del nero · a6 re del bianco · d6 pedone del bianco · d5 pedone del bianco · b4 pedone del bianco · d4 pedone del bianco · a3 alfiere del nero · d3 pedone del nero · g2 torre del nero · a1 donna del bianco · c1 cavallo del nero · h1 torre del nero | a8 re del nero · a6 re del bianco · d6 pedone del bianco · d5 pedone del bianco · b4 pedone del bianco · d4 pedone del bianco · a3 alfiere del nero · d3 pedone del nero · g2 torre del nero · a1 donna del bianco · c1 cavallo del nero · h1 torre del nero | a8 re del nero · a6 re del bianco · d6 pedone del bianco · d5 pedone del bianco · b4 pedone del bianco · d4 pedone del bianco · a3 alfiere del nero · d3 pedone del nero · g2 torre del nero · a1 donna del bianco · c1 cavallo del nero · h1 torre del nero | a8 re del nero · a6 re del bianco · d6 pedone del bianco · d5 pedone del bianco · b4 pedone del bianco · d4 pedone del bianco · a3 alfiere del nero · d3 pedone del nero · g2 torre del nero · a1 donna del bianco · c1 cavallo del nero · h1 torre del nero | 6 |
| 5 | a8 re del nero · a6 re del bianco · d6 pedone del bianco · d5 pedone del bianco · b4 pedone del bianco · d4 pedone del bianco · a3 alfiere del nero · d3 pedone del nero · g2 torre del nero · a1 donna del bianco · c1 cavallo del nero · h1 torre del nero | a8 re del nero · a6 re del bianco · d6 pedone del bianco · d5 pedone del bianco · b4 pedone del bianco · d4 pedone del bianco · a3 alfiere del nero · d3 pedone del nero · g2 torre del nero · a1 donna del bianco · c1 cavallo del nero · h1 torre del nero | a8 re del nero · a6 re del bianco · d6 pedone del bianco · d5 pedone del bianco · b4 pedone del bianco · d4 pedone del bianco · a3 alfiere del nero · d3 pedone del nero · g2 torre del nero · a1 donna del bianco · c1 cavallo del nero · h1 torre del nero | a8 re del nero · a6 re del bianco · d6 pedone del bianco · d5 pedone del bianco · b4 pedone del bianco · d4 pedone del bianco · a3 alfiere del nero · d3 pedone del nero · g2 torre del nero · a1 donna del bianco · c1 cavallo del nero · h1 torre del nero | a8 re del nero · a6 re del bianco · d6 pedone del bianco · d5 pedone del bianco · b4 pedone del bianco · d4 pedone del bianco · a3 alfiere del nero · d3 pedone del nero · g2 torre del nero · a1 donna del bianco · c1 cavallo del nero · h1 torre del nero | a8 re del nero · a6 re del bianco · d6 pedone del bianco · d5 pedone del bianco · b4 pedone del bianco · d4 pedone del bianco · a3 alfiere del nero · d3 pedone del nero · g2 torre del nero · a1 donna del bianco · c1 cavallo del nero · h1 torre del nero | a8 re del nero · a6 re del bianco · d6 pedone del bianco · d5 pedone del bianco · b4 pedone del bianco · d4 pedone del bianco · a3 alfiere del nero · d3 pedone del nero · g2 torre del nero · a1 donna del bianco · c1 cavallo del nero · h1 torre del nero | a8 re del nero · a6 re del bianco · d6 pedone del bianco · d5 pedone del bianco · b4 pedone del bianco · d4 pedone del bianco · a3 alfiere del nero · d3 pedone del nero · g2 torre del nero · a1 donna del bianco · c1 cavallo del nero · h1 torre del nero | 5 |
| 4 | a8 re del nero · a6 re del bianco · d6 pedone del bianco · d5 pedone del bianco · b4 pedone del bianco · d4 pedone del bianco · a3 alfiere del nero · d3 pedone del nero · g2 torre del nero · a1 donna del bianco · c1 cavallo del nero · h1 torre del nero | a8 re del nero · a6 re del bianco · d6 pedone del bianco · d5 pedone del bianco · b4 pedone del bianco · d4 pedone del bianco · a3 alfiere del nero · d3 pedone del nero · g2 torre del nero · a1 donna del bianco · c1 cavallo del nero · h1 torre del nero | a8 re del nero · a6 re del bianco · d6 pedone del bianco · d5 pedone del bianco · b4 pedone del bianco · d4 pedone del bianco · a3 alfiere del nero · d3 pedone del nero · g2 torre del nero · a1 donna del bianco · c1 cavallo del nero · h1 torre del nero | a8 re del nero · a6 re del bianco · d6 pedone del bianco · d5 pedone del bianco · b4 pedone del bianco · d4 pedone del bianco · a3 alfiere del nero · d3 pedone del nero · g2 torre del nero · a1 donna del bianco · c1 cavallo del nero · h1 torre del nero | a8 re del nero · a6 re del bianco · d6 pedone del bianco · d5 pedone del bianco · b4 pedone del bianco · d4 pedone del bianco · a3 alfiere del nero · d3 pedone del nero · g2 torre del nero · a1 donna del bianco · c1 cavallo del nero · h1 torre del nero | a8 re del nero · a6 re del bianco · d6 pedone del bianco · d5 pedone del bianco · b4 pedone del bianco · d4 pedone del bianco · a3 alfiere del nero · d3 pedone del nero · g2 torre del nero · a1 donna del bianco · c1 cavallo del nero · h1 torre del nero | a8 re del nero · a6 re del bianco · d6 pedone del bianco · d5 pedone del bianco · b4 pedone del bianco · d4 pedone del bianco · a3 alfiere del nero · d3 pedone del nero · g2 torre del nero · a1 donna del bianco · c1 cavallo del nero · h1 torre del nero | a8 re del nero · a6 re del bianco · d6 pedone del bianco · d5 pedone del bianco · b4 pedone del bianco · d4 pedone del bianco · a3 alfiere del nero · d3 pedone del nero · g2 torre del nero · a1 donna del bianco · c1 cavallo del nero · h1 torre del nero | 4 |
| 3 | a8 re del nero · a6 re del bianco · d6 pedone del bianco · d5 pedone del bianco · b4 pedone del bianco · d4 pedone del bianco · a3 alfiere del nero · d3 pedone del nero · g2 torre del nero · a1 donna del bianco · c1 cavallo del nero · h1 torre del nero | a8 re del nero · a6 re del bianco · d6 pedone del bianco · d5 pedone del bianco · b4 pedone del bianco · d4 pedone del bianco · a3 alfiere del nero · d3 pedone del nero · g2 torre del nero · a1 donna del bianco · c1 cavallo del nero · h1 torre del nero | a8 re del nero · a6 re del bianco · d6 pedone del bianco · d5 pedone del bianco · b4 pedone del bianco · d4 pedone del bianco · a3 alfiere del nero · d3 pedone del nero · g2 torre del nero · a1 donna del bianco · c1 cavallo del nero · h1 torre del nero | a8 re del nero · a6 re del bianco · d6 pedone del bianco · d5 pedone del bianco · b4 pedone del bianco · d4 pedone del bianco · a3 alfiere del nero · d3 pedone del nero · g2 torre del nero · a1 donna del bianco · c1 cavallo del nero · h1 torre del nero | a8 re del nero · a6 re del bianco · d6 pedone del bianco · d5 pedone del bianco · b4 pedone del bianco · d4 pedone del bianco · a3 alfiere del nero · d3 pedone del nero · g2 torre del nero · a1 donna del bianco · c1 cavallo del nero · h1 torre del nero | a8 re del nero · a6 re del bianco · d6 pedone del bianco · d5 pedone del bianco · b4 pedone del bianco · d4 pedone del bianco · a3 alfiere del nero · d3 pedone del nero · g2 torre del nero · a1 donna del bianco · c1 cavallo del nero · h1 torre del nero | a8 re del nero · a6 re del bianco · d6 pedone del bianco · d5 pedone del bianco · b4 pedone del bianco · d4 pedone del bianco · a3 alfiere del nero · d3 pedone del nero · g2 torre del nero · a1 donna del bianco · c1 cavallo del nero · h1 torre del nero | a8 re del nero · a6 re del bianco · d6 pedone del bianco · d5 pedone del bianco · b4 pedone del bianco · d4 pedone del bianco · a3 alfiere del nero · d3 pedone del nero · g2 torre del nero · a1 donna del bianco · c1 cavallo del nero · h1 torre del nero | 3 |
| 2 | a8 re del nero · a6 re del bianco · d6 pedone del bianco · d5 pedone del bianco · b4 pedone del bianco · d4 pedone del bianco · a3 alfiere del nero · d3 pedone del nero · g2 torre del nero · a1 donna del bianco · c1 cavallo del nero · h1 torre del nero | a8 re del nero · a6 re del bianco · d6 pedone del bianco · d5 pedone del bianco · b4 pedone del bianco · d4 pedone del bianco · a3 alfiere del nero · d3 pedone del nero · g2 torre del nero · a1 donna del bianco · c1 cavallo del nero · h1 torre del nero | a8 re del nero · a6 re del bianco · d6 pedone del bianco · d5 pedone del bianco · b4 pedone del bianco · d4 pedone del bianco · a3 alfiere del nero · d3 pedone del nero · g2 torre del nero · a1 donna del bianco · c1 cavallo del nero · h1 torre del nero | a8 re del nero · a6 re del bianco · d6 pedone del bianco · d5 pedone del bianco · b4 pedone del bianco · d4 pedone del bianco · a3 alfiere del nero · d3 pedone del nero · g2 torre del nero · a1 donna del bianco · c1 cavallo del nero · h1 torre del nero | a8 re del nero · a6 re del bianco · d6 pedone del bianco · d5 pedone del bianco · b4 pedone del bianco · d4 pedone del bianco · a3 alfiere del nero · d3 pedone del nero · g2 torre del nero · a1 donna del bianco · c1 cavallo del nero · h1 torre del nero | a8 re del nero · a6 re del bianco · d6 pedone del bianco · d5 pedone del bianco · b4 pedone del bianco · d4 pedone del bianco · a3 alfiere del nero · d3 pedone del nero · g2 torre del nero · a1 donna del bianco · c1 cavallo del nero · h1 torre del nero | a8 re del nero · a6 re del bianco · d6 pedone del bianco · d5 pedone del bianco · b4 pedone del bianco · d4 pedone del bianco · a3 alfiere del nero · d3 pedone del nero · g2 torre del nero · a1 donna del bianco · c1 cavallo del nero · h1 torre del nero | a8 re del nero · a6 re del bianco · d6 pedone del bianco · d5 pedone del bianco · b4 pedone del bianco · d4 pedone del bianco · a3 alfiere del nero · d3 pedone del nero · g2 torre del nero · a1 donna del bianco · c1 cavallo del nero · h1 torre del nero | 2 |
| 1 | a8 re del nero · a6 re del bianco · d6 pedone del bianco · d5 pedone del bianco · b4 pedone del bianco · d4 pedone del bianco · a3 alfiere del nero · d3 pedone del nero · g2 torre del nero · a1 donna del bianco · c1 cavallo del nero · h1 torre del nero | a8 re del nero · a6 re del bianco · d6 pedone del bianco · d5 pedone del bianco · b4 pedone del bianco · d4 pedone del bianco · a3 alfiere del nero · d3 pedone del nero · g2 torre del nero · a1 donna del bianco · c1 cavallo del nero · h1 torre del nero | a8 re del nero · a6 re del bianco · d6 pedone del bianco · d5 pedone del bianco · b4 pedone del bianco · d4 pedone del bianco · a3 alfiere del nero · d3 pedone del nero · g2 torre del nero · a1 donna del bianco · c1 cavallo del nero · h1 torre del nero | a8 re del nero · a6 re del bianco · d6 pedone del bianco · d5 pedone del bianco · b4 pedone del bianco · d4 pedone del bianco · a3 alfiere del nero · d3 pedone del nero · g2 torre del nero · a1 donna del bianco · c1 cavallo del nero · h1 torre del nero | a8 re del nero · a6 re del bianco · d6 pedone del bianco · d5 pedone del bianco · b4 pedone del bianco · d4 pedone del bianco · a3 alfiere del nero · d3 pedone del nero · g2 torre del nero · a1 donna del bianco · c1 cavallo del nero · h1 torre del nero | a8 re del nero · a6 re del bianco · d6 pedone del bianco · d5 pedone del bianco · b4 pedone del bianco · d4 pedone del bianco · a3 alfiere del nero · d3 pedone del nero · g2 torre del nero · a1 donna del bianco · c1 cavallo del nero · h1 torre del nero | a8 re del nero · a6 re del bianco · d6 pedone del bianco · d5 pedone del bianco · b4 pedone del bianco · d4 pedone del bianco · a3 alfiere del nero · d3 pedone del nero · g2 torre del nero · a1 donna del bianco · c1 cavallo del nero · h1 torre del nero | a8 re del nero · a6 re del bianco · d6 pedone del bianco · d5 pedone del bianco · b4 pedone del bianco · d4 pedone del bianco · a3 alfiere del nero · d3 pedone del nero · g2 torre del nero · a1 donna del bianco · c1 cavallo del nero · h1 torre del nero | 1 |
|   | a | b | c | d | e | f | g | h |   |

Soluzione:
1. Dc3!  (1. Dxa3  2. Ta2!)

1... Tc2  2. De1!  Txe1

(2... Tc8/h8  3. De7)

3. d7  Te6+  4. dxe6  Tc6+

|   | a | b | c | d | e | f | g | h |   |
| 8 | a8 re del nero · e8 cavallo del bianco · a7 cavallo del bianco · b7 torre del bianco · c7 re del bianco · d7 pedone del nero · d6 pedone del nero · g6 torre del nero · d5 pedone del nero · f5 cavallo del nero · d4 pedone del nero · h4 alfiere del nero · f3 pedone del nero · g3 pedone del nero | a8 re del nero · e8 cavallo del bianco · a7 cavallo del bianco · b7 torre del bianco · c7 re del bianco · d7 pedone del nero · d6 pedone del nero · g6 torre del nero · d5 pedone del nero · f5 cavallo del nero · d4 pedone del nero · h4 alfiere del nero · f3 pedone del nero · g3 pedone del nero | a8 re del nero · e8 cavallo del bianco · a7 cavallo del bianco · b7 torre del bianco · c7 re del bianco · d7 pedone del nero · d6 pedone del nero · g6 torre del nero · d5 pedone del nero · f5 cavallo del nero · d4 pedone del nero · h4 alfiere del nero · f3 pedone del nero · g3 pedone del nero | a8 re del nero · e8 cavallo del bianco · a7 cavallo del bianco · b7 torre del bianco · c7 re del bianco · d7 pedone del nero · d6 pedone del nero · g6 torre del nero · d5 pedone del nero · f5 cavallo del nero · d4 pedone del nero · h4 alfiere del nero · f3 pedone del nero · g3 pedone del nero | a8 re del nero · e8 cavallo del bianco · a7 cavallo del bianco · b7 torre del bianco · c7 re del bianco · d7 pedone del nero · d6 pedone del nero · g6 torre del nero · d5 pedone del nero · f5 cavallo del nero · d4 pedone del nero · h4 alfiere del nero · f3 pedone del nero · g3 pedone del nero | a8 re del nero · e8 cavallo del bianco · a7 cavallo del bianco · b7 torre del bianco · c7 re del bianco · d7 pedone del nero · d6 pedone del nero · g6 torre del nero · d5 pedone del nero · f5 cavallo del nero · d4 pedone del nero · h4 alfiere del nero · f3 pedone del nero · g3 pedone del nero | a8 re del nero · e8 cavallo del bianco · a7 cavallo del bianco · b7 torre del bianco · c7 re del bianco · d7 pedone del nero · d6 pedone del nero · g6 torre del nero · d5 pedone del nero · f5 cavallo del nero · d4 pedone del nero · h4 alfiere del nero · f3 pedone del nero · g3 pedone del nero | a8 re del nero · e8 cavallo del bianco · a7 cavallo del bianco · b7 torre del bianco · c7 re del bianco · d7 pedone del nero · d6 pedone del nero · g6 torre del nero · d5 pedone del nero · f5 cavallo del nero · d4 pedone del nero · h4 alfiere del nero · f3 pedone del nero · g3 pedone del nero | 8 |
| 7 | a8 re del nero · e8 cavallo del bianco · a7 cavallo del bianco · b7 torre del bianco · c7 re del bianco · d7 pedone del nero · d6 pedone del nero · g6 torre del nero · d5 pedone del nero · f5 cavallo del nero · d4 pedone del nero · h4 alfiere del nero · f3 pedone del nero · g3 pedone del nero | a8 re del nero · e8 cavallo del bianco · a7 cavallo del bianco · b7 torre del bianco · c7 re del bianco · d7 pedone del nero · d6 pedone del nero · g6 torre del nero · d5 pedone del nero · f5 cavallo del nero · d4 pedone del nero · h4 alfiere del nero · f3 pedone del nero · g3 pedone del nero | a8 re del nero · e8 cavallo del bianco · a7 cavallo del bianco · b7 torre del bianco · c7 re del bianco · d7 pedone del nero · d6 pedone del nero · g6 torre del nero · d5 pedone del nero · f5 cavallo del nero · d4 pedone del nero · h4 alfiere del nero · f3 pedone del nero · g3 pedone del nero | a8 re del nero · e8 cavallo del bianco · a7 cavallo del bianco · b7 torre del bianco · c7 re del bianco · d7 pedone del nero · d6 pedone del nero · g6 torre del nero · d5 pedone del nero · f5 cavallo del nero · d4 pedone del nero · h4 alfiere del nero · f3 pedone del nero · g3 pedone del nero | a8 re del nero · e8 cavallo del bianco · a7 cavallo del bianco · b7 torre del bianco · c7 re del bianco · d7 pedone del nero · d6 pedone del nero · g6 torre del nero · d5 pedone del nero · f5 cavallo del nero · d4 pedone del nero · h4 alfiere del nero · f3 pedone del nero · g3 pedone del nero | a8 re del nero · e8 cavallo del bianco · a7 cavallo del bianco · b7 torre del bianco · c7 re del bianco · d7 pedone del nero · d6 pedone del nero · g6 torre del nero · d5 pedone del nero · f5 cavallo del nero · d4 pedone del nero · h4 alfiere del nero · f3 pedone del nero · g3 pedone del nero | a8 re del nero · e8 cavallo del bianco · a7 cavallo del bianco · b7 torre del bianco · c7 re del bianco · d7 pedone del nero · d6 pedone del nero · g6 torre del nero · d5 pedone del nero · f5 cavallo del nero · d4 pedone del nero · h4 alfiere del nero · f3 pedone del nero · g3 pedone del nero | a8 re del nero · e8 cavallo del bianco · a7 cavallo del bianco · b7 torre del bianco · c7 re del bianco · d7 pedone del nero · d6 pedone del nero · g6 torre del nero · d5 pedone del nero · f5 cavallo del nero · d4 pedone del nero · h4 alfiere del nero · f3 pedone del nero · g3 pedone del nero | 7 |
| 6 | a8 re del nero · e8 cavallo del bianco · a7 cavallo del bianco · b7 torre del bianco · c7 re del bianco · d7 pedone del nero · d6 pedone del nero · g6 torre del nero · d5 pedone del nero · f5 cavallo del nero · d4 pedone del nero · h4 alfiere del nero · f3 pedone del nero · g3 pedone del nero | a8 re del nero · e8 cavallo del bianco · a7 cavallo del bianco · b7 torre del bianco · c7 re del bianco · d7 pedone del nero · d6 pedone del nero · g6 torre del nero · d5 pedone del nero · f5 cavallo del nero · d4 pedone del nero · h4 alfiere del nero · f3 pedone del nero · g3 pedone del nero | a8 re del nero · e8 cavallo del bianco · a7 cavallo del bianco · b7 torre del bianco · c7 re del bianco · d7 pedone del nero · d6 pedone del nero · g6 torre del nero · d5 pedone del nero · f5 cavallo del nero · d4 pedone del nero · h4 alfiere del nero · f3 pedone del nero · g3 pedone del nero | a8 re del nero · e8 cavallo del bianco · a7 cavallo del bianco · b7 torre del bianco · c7 re del bianco · d7 pedone del nero · d6 pedone del nero · g6 torre del nero · d5 pedone del nero · f5 cavallo del nero · d4 pedone del nero · h4 alfiere del nero · f3 pedone del nero · g3 pedone del nero | a8 re del nero · e8 cavallo del bianco · a7 cavallo del bianco · b7 torre del bianco · c7 re del bianco · d7 pedone del nero · d6 pedone del nero · g6 torre del nero · d5 pedone del nero · f5 cavallo del nero · d4 pedone del nero · h4 alfiere del nero · f3 pedone del nero · g3 pedone del nero | a8 re del nero · e8 cavallo del bianco · a7 cavallo del bianco · b7 torre del bianco · c7 re del bianco · d7 pedone del nero · d6 pedone del nero · g6 torre del nero · d5 pedone del nero · f5 cavallo del nero · d4 pedone del nero · h4 alfiere del nero · f3 pedone del nero · g3 pedone del nero | a8 re del nero · e8 cavallo del bianco · a7 cavallo del bianco · b7 torre del bianco · c7 re del bianco · d7 pedone del nero · d6 pedone del nero · g6 torre del nero · d5 pedone del nero · f5 cavallo del nero · d4 pedone del nero · h4 alfiere del nero · f3 pedone del nero · g3 pedone del nero | a8 re del nero · e8 cavallo del bianco · a7 cavallo del bianco · b7 torre del bianco · c7 re del bianco · d7 pedone del nero · d6 pedone del nero · g6 torre del nero · d5 pedone del nero · f5 cavallo del nero · d4 pedone del nero · h4 alfiere del nero · f3 pedone del nero · g3 pedone del nero | 6 |
| 5 | a8 re del nero · e8 cavallo del bianco · a7 cavallo del bianco · b7 torre del bianco · c7 re del bianco · d7 pedone del nero · d6 pedone del nero · g6 torre del nero · d5 pedone del nero · f5 cavallo del nero · d4 pedone del nero · h4 alfiere del nero · f3 pedone del nero · g3 pedone del nero | a8 re del nero · e8 cavallo del bianco · a7 cavallo del bianco · b7 torre del bianco · c7 re del bianco · d7 pedone del nero · d6 pedone del nero · g6 torre del nero · d5 pedone del nero · f5 cavallo del nero · d4 pedone del nero · h4 alfiere del nero · f3 pedone del nero · g3 pedone del nero | a8 re del nero · e8 cavallo del bianco · a7 cavallo del bianco · b7 torre del bianco · c7 re del bianco · d7 pedone del nero · d6 pedone del nero · g6 torre del nero · d5 pedone del nero · f5 cavallo del nero · d4 pedone del nero · h4 alfiere del nero · f3 pedone del nero · g3 pedone del nero | a8 re del nero · e8 cavallo del bianco · a7 cavallo del bianco · b7 torre del bianco · c7 re del bianco · d7 pedone del nero · d6 pedone del nero · g6 torre del nero · d5 pedone del nero · f5 cavallo del nero · d4 pedone del nero · h4 alfiere del nero · f3 pedone del nero · g3 pedone del nero | a8 re del nero · e8 cavallo del bianco · a7 cavallo del bianco · b7 torre del bianco · c7 re del bianco · d7 pedone del nero · d6 pedone del nero · g6 torre del nero · d5 pedone del nero · f5 cavallo del nero · d4 pedone del nero · h4 alfiere del nero · f3 pedone del nero · g3 pedone del nero | a8 re del nero · e8 cavallo del bianco · a7 cavallo del bianco · b7 torre del bianco · c7 re del bianco · d7 pedone del nero · d6 pedone del nero · g6 torre del nero · d5 pedone del nero · f5 cavallo del nero · d4 pedone del nero · h4 alfiere del nero · f3 pedone del nero · g3 pedone del nero | a8 re del nero · e8 cavallo del bianco · a7 cavallo del bianco · b7 torre del bianco · c7 re del bianco · d7 pedone del nero · d6 pedone del nero · g6 torre del nero · d5 pedone del nero · f5 cavallo del nero · d4 pedone del nero · h4 alfiere del nero · f3 pedone del nero · g3 pedone del nero | a8 re del nero · e8 cavallo del bianco · a7 cavallo del bianco · b7 torre del bianco · c7 re del bianco · d7 pedone del nero · d6 pedone del nero · g6 torre del nero · d5 pedone del nero · f5 cavallo del nero · d4 pedone del nero · h4 alfiere del nero · f3 pedone del nero · g3 pedone del nero | 5 |
| 4 | a8 re del nero · e8 cavallo del bianco · a7 cavallo del bianco · b7 torre del bianco · c7 re del bianco · d7 pedone del nero · d6 pedone del nero · g6 torre del nero · d5 pedone del nero · f5 cavallo del nero · d4 pedone del nero · h4 alfiere del nero · f3 pedone del nero · g3 pedone del nero | a8 re del nero · e8 cavallo del bianco · a7 cavallo del bianco · b7 torre del bianco · c7 re del bianco · d7 pedone del nero · d6 pedone del nero · g6 torre del nero · d5 pedone del nero · f5 cavallo del nero · d4 pedone del nero · h4 alfiere del nero · f3 pedone del nero · g3 pedone del nero | a8 re del nero · e8 cavallo del bianco · a7 cavallo del bianco · b7 torre del bianco · c7 re del bianco · d7 pedone del nero · d6 pedone del nero · g6 torre del nero · d5 pedone del nero · f5 cavallo del nero · d4 pedone del nero · h4 alfiere del nero · f3 pedone del nero · g3 pedone del nero | a8 re del nero · e8 cavallo del bianco · a7 cavallo del bianco · b7 torre del bianco · c7 re del bianco · d7 pedone del nero · d6 pedone del nero · g6 torre del nero · d5 pedone del nero · f5 cavallo del nero · d4 pedone del nero · h4 alfiere del nero · f3 pedone del nero · g3 pedone del nero | a8 re del nero · e8 cavallo del bianco · a7 cavallo del bianco · b7 torre del bianco · c7 re del bianco · d7 pedone del nero · d6 pedone del nero · g6 torre del nero · d5 pedone del nero · f5 cavallo del nero · d4 pedone del nero · h4 alfiere del nero · f3 pedone del nero · g3 pedone del nero | a8 re del nero · e8 cavallo del bianco · a7 cavallo del bianco · b7 torre del bianco · c7 re del bianco · d7 pedone del nero · d6 pedone del nero · g6 torre del nero · d5 pedone del nero · f5 cavallo del nero · d4 pedone del nero · h4 alfiere del nero · f3 pedone del nero · g3 pedone del nero | a8 re del nero · e8 cavallo del bianco · a7 cavallo del bianco · b7 torre del bianco · c7 re del bianco · d7 pedone del nero · d6 pedone del nero · g6 torre del nero · d5 pedone del nero · f5 cavallo del nero · d4 pedone del nero · h4 alfiere del nero · f3 pedone del nero · g3 pedone del nero | a8 re del nero · e8 cavallo del bianco · a7 cavallo del bianco · b7 torre del bianco · c7 re del bianco · d7 pedone del nero · d6 pedone del nero · g6 torre del nero · d5 pedone del nero · f5 cavallo del nero · d4 pedone del nero · h4 alfiere del nero · f3 pedone del nero · g3 pedone del nero | 4 |
| 3 | a8 re del nero · e8 cavallo del bianco · a7 cavallo del bianco · b7 torre del bianco · c7 re del bianco · d7 pedone del nero · d6 pedone del nero · g6 torre del nero · d5 pedone del nero · f5 cavallo del nero · d4 pedone del nero · h4 alfiere del nero · f3 pedone del nero · g3 pedone del nero | a8 re del nero · e8 cavallo del bianco · a7 cavallo del bianco · b7 torre del bianco · c7 re del bianco · d7 pedone del nero · d6 pedone del nero · g6 torre del nero · d5 pedone del nero · f5 cavallo del nero · d4 pedone del nero · h4 alfiere del nero · f3 pedone del nero · g3 pedone del nero | a8 re del nero · e8 cavallo del bianco · a7 cavallo del bianco · b7 torre del bianco · c7 re del bianco · d7 pedone del nero · d6 pedone del nero · g6 torre del nero · d5 pedone del nero · f5 cavallo del nero · d4 pedone del nero · h4 alfiere del nero · f3 pedone del nero · g3 pedone del nero | a8 re del nero · e8 cavallo del bianco · a7 cavallo del bianco · b7 torre del bianco · c7 re del bianco · d7 pedone del nero · d6 pedone del nero · g6 torre del nero · d5 pedone del nero · f5 cavallo del nero · d4 pedone del nero · h4 alfiere del nero · f3 pedone del nero · g3 pedone del nero | a8 re del nero · e8 cavallo del bianco · a7 cavallo del bianco · b7 torre del bianco · c7 re del bianco · d7 pedone del nero · d6 pedone del nero · g6 torre del nero · d5 pedone del nero · f5 cavallo del nero · d4 pedone del nero · h4 alfiere del nero · f3 pedone del nero · g3 pedone del nero | a8 re del nero · e8 cavallo del bianco · a7 cavallo del bianco · b7 torre del bianco · c7 re del bianco · d7 pedone del nero · d6 pedone del nero · g6 torre del nero · d5 pedone del nero · f5 cavallo del nero · d4 pedone del nero · h4 alfiere del nero · f3 pedone del nero · g3 pedone del nero | a8 re del nero · e8 cavallo del bianco · a7 cavallo del bianco · b7 torre del bianco · c7 re del bianco · d7 pedone del nero · d6 pedone del nero · g6 torre del nero · d5 pedone del nero · f5 cavallo del nero · d4 pedone del nero · h4 alfiere del nero · f3 pedone del nero · g3 pedone del nero | a8 re del nero · e8 cavallo del bianco · a7 cavallo del bianco · b7 torre del bianco · c7 re del bianco · d7 pedone del nero · d6 pedone del nero · g6 torre del nero · d5 pedone del nero · f5 cavallo del nero · d4 pedone del nero · h4 alfiere del nero · f3 pedone del nero · g3 pedone del nero | 3 |
| 2 | a8 re del nero · e8 cavallo del bianco · a7 cavallo del bianco · b7 torre del bianco · c7 re del bianco · d7 pedone del nero · d6 pedone del nero · g6 torre del nero · d5 pedone del nero · f5 cavallo del nero · d4 pedone del nero · h4 alfiere del nero · f3 pedone del nero · g3 pedone del nero | a8 re del nero · e8 cavallo del bianco · a7 cavallo del bianco · b7 torre del bianco · c7 re del bianco · d7 pedone del nero · d6 pedone del nero · g6 torre del nero · d5 pedone del nero · f5 cavallo del nero · d4 pedone del nero · h4 alfiere del nero · f3 pedone del nero · g3 pedone del nero | a8 re del nero · e8 cavallo del bianco · a7 cavallo del bianco · b7 torre del bianco · c7 re del bianco · d7 pedone del nero · d6 pedone del nero · g6 torre del nero · d5 pedone del nero · f5 cavallo del nero · d4 pedone del nero · h4 alfiere del nero · f3 pedone del nero · g3 pedone del nero | a8 re del nero · e8 cavallo del bianco · a7 cavallo del bianco · b7 torre del bianco · c7 re del bianco · d7 pedone del nero · d6 pedone del nero · g6 torre del nero · d5 pedone del nero · f5 cavallo del nero · d4 pedone del nero · h4 alfiere del nero · f3 pedone del nero · g3 pedone del nero | a8 re del nero · e8 cavallo del bianco · a7 cavallo del bianco · b7 torre del bianco · c7 re del bianco · d7 pedone del nero · d6 pedone del nero · g6 torre del nero · d5 pedone del nero · f5 cavallo del nero · d4 pedone del nero · h4 alfiere del nero · f3 pedone del nero · g3 pedone del nero | a8 re del nero · e8 cavallo del bianco · a7 cavallo del bianco · b7 torre del bianco · c7 re del bianco · d7 pedone del nero · d6 pedone del nero · g6 torre del nero · d5 pedone del nero · f5 cavallo del nero · d4 pedone del nero · h4 alfiere del nero · f3 pedone del nero · g3 pedone del nero | a8 re del nero · e8 cavallo del bianco · a7 cavallo del bianco · b7 torre del bianco · c7 re del bianco · d7 pedone del nero · d6 pedone del nero · g6 torre del nero · d5 pedone del nero · f5 cavallo del nero · d4 pedone del nero · h4 alfiere del nero · f3 pedone del nero · g3 pedone del nero | a8 re del nero · e8 cavallo del bianco · a7 cavallo del bianco · b7 torre del bianco · c7 re del bianco · d7 pedone del nero · d6 pedone del nero · g6 torre del nero · d5 pedone del nero · f5 cavallo del nero · d4 pedone del nero · h4 alfiere del nero · f3 pedone del nero · g3 pedone del nero | 2 |
| 1 | a8 re del nero · e8 cavallo del bianco · a7 cavallo del bianco · b7 torre del bianco · c7 re del bianco · d7 pedone del nero · d6 pedone del nero · g6 torre del nero · d5 pedone del nero · f5 cavallo del nero · d4 pedone del nero · h4 alfiere del nero · f3 pedone del nero · g3 pedone del nero | a8 re del nero · e8 cavallo del bianco · a7 cavallo del bianco · b7 torre del bianco · c7 re del bianco · d7 pedone del nero · d6 pedone del nero · g6 torre del nero · d5 pedone del nero · f5 cavallo del nero · d4 pedone del nero · h4 alfiere del nero · f3 pedone del nero · g3 pedone del nero | a8 re del nero · e8 cavallo del bianco · a7 cavallo del bianco · b7 torre del bianco · c7 re del bianco · d7 pedone del nero · d6 pedone del nero · g6 torre del nero · d5 pedone del nero · f5 cavallo del nero · d4 pedone del nero · h4 alfiere del nero · f3 pedone del nero · g3 pedone del nero | a8 re del nero · e8 cavallo del bianco · a7 cavallo del bianco · b7 torre del bianco · c7 re del bianco · d7 pedone del nero · d6 pedone del nero · g6 torre del nero · d5 pedone del nero · f5 cavallo del nero · d4 pedone del nero · h4 alfiere del nero · f3 pedone del nero · g3 pedone del nero | a8 re del nero · e8 cavallo del bianco · a7 cavallo del bianco · b7 torre del bianco · c7 re del bianco · d7 pedone del nero · d6 pedone del nero · g6 torre del nero · d5 pedone del nero · f5 cavallo del nero · d4 pedone del nero · h4 alfiere del nero · f3 pedone del nero · g3 pedone del nero | a8 re del nero · e8 cavallo del bianco · a7 cavallo del bianco · b7 torre del bianco · c7 re del bianco · d7 pedone del nero · d6 pedone del nero · g6 torre del nero · d5 pedone del nero · f5 cavallo del nero · d4 pedone del nero · h4 alfiere del nero · f3 pedone del nero · g3 pedone del nero | a8 re del nero · e8 cavallo del bianco · a7 cavallo del bianco · b7 torre del bianco · c7 re del bianco · d7 pedone del nero · d6 pedone del nero · g6 torre del nero · d5 pedone del nero · f5 cavallo del nero · d4 pedone del nero · h4 alfiere del nero · f3 pedone del nero · g3 pedone del nero | a8 re del nero · e8 cavallo del bianco · a7 cavallo del bianco · b7 torre del bianco · c7 re del bianco · d7 pedone del nero · d6 pedone del nero · g6 torre del nero · d5 pedone del nero · f5 cavallo del nero · d4 pedone del nero · h4 alfiere del nero · f3 pedone del nero · g3 pedone del nero | 1 |
|   | a | b | c | d | e | f | g | h |   |

Soluzione:
1. Rb6 Ad8+  2. Ra6 f2

2... g2 3. Cb5 g1=D 4. Cec7+ Axc7 5. Cxc7#
(3...Txe8+ 4. Ta7+ Rb8 5. Tb7+ =)

 3. Cb5   f1=D  4. Cec7+

4. Ta7+ Rb8 5. Tb7+ Rc8 6. Cexd6+ 7. Tb6 Da1+ 8. Ca3 Dxa3+ 9. Rb5 Txb6#

4... Axc7  5. Ta7+  Rb8